# 11 frimaire
11 brumaire 11 nivôse
Le primedi 11 frimaire, officiellement dénommé jour de la cire, est le 71e jour de l'année du calendrier républicain.
C'était généralement le 1er jour du mois de décembre dans le calendrier grégorien.

## Événements
- An XIII : 2 décembre 1804
  - Sacre de Napoléon Ier à Notre-Dame de Paris